# Castiglione d'Intelvi
Castiglione d'Intelvi là một đô thị ở tỉnh Como trong vùng Lombardia, có cự ly khoảng 50 km về phía bắc của Milano và khoảng 15 km về phía bắc của Como. Tại thời điểm ngày 31 tháng 12 năm 2004, đô thị này có dân số 824 người và diện tích là 4,3 km².
Đô thị Castiglione d'Intelvi có các frazione (đơn vị trực thuộc) Rifugio Giuseppe e Bruno in Val d'Intelvi.
Castiglione d'Intelvi giáp các đô thị: Blessagno, Casasco d'Intelvi, Cerano d'Intelvi, Dizzasco, San Fedele Intelvi.